# Dīnār Sarā-ye Soflá
Dīnār Sarā-ye Soflá (persiska: Dīnār Sarā, دینار سرا, دینار سرا سفلی) är en ort i Iran.   Den ligger i provinsen Mazandaran, i den norra delen av landet, 120 km norr om huvudstaden Teheran. Dīnār Sarā-ye Soflá ligger 245 meter över havet och antalet invånare är 718.
Terrängen runt Dīnār Sarā-ye Soflá är varierad. Runt Dīnār Sarā-ye Soflá är det ganska tätbefolkat, med 116 invånare per kvadratkilometer. Närmaste större samhälle är Tonekābon, 17,2 km nordväst om Dīnār Sarā-ye Soflá. I omgivningarna runt Dīnār Sarā-ye Soflá växer i huvudsak blandskog.